# Mariano Izco
Mariano Julio Izco (Buenos Aires, Argentina, 13 de marzo de 1983) es un futbolista argentino. Juega de volante y su equipo actual es el  Catania Calcio de la Serie C de Italia. Su hermano menor Rodrigo Izco también es futbolista, juega en Ferro de la Primera B Nacional de Argentina.

## Trayectoria
Jugaba en San Telmo de la Primera B Metropolitana. Ese mismo año jugó en Primera División. Fue con Almagro, hasta que descendió y pasó a Tigre. Una buena temporada lo catapultó al Catania italiano. El club decidió comprarle al pase en 90.000 dólares.

## Clubes
| Club           | País      | Año         | PJ  | Goles |
| -------------- | --------- | ----------- | --- | ----- |
| San Telmo      | Argentina | 2000 - 2004 | 94  | 3     |
| Almagro        | Argentina | 2004 - 2005 | 4   | 0     |
| Tigre          | Argentina | 2005 - 2006 | 24  | 1     |
| Catania        | Italia    | 2006 - 2014 | 216 | 6     |
| Chievo Verona  | Italia    | 2014 - 2017 | 56  | 2     |
| Crotone        | Italia    | 2017 - 2018 |     |       |
| Cosenza        | Italia    | 2019        |     |       |
| SS Juve Stabia | Italia    | 2019 - 2020 |     |       |
| Catania        | Italia    | 2020 -      | 15  | 0     |